# سالومون روندون
خوسيه سولومون روندون خيمينيز (بالإسبانية: José Salomón Rondón Giménez) (مواليد 19 مايو 1989 في كراكاس) لاعب كرة قدم فنزويلي يلعب حاليًا لصالح نادي إيفرتون في الدوري الإنجليزي الممتاز في مركز الهجوم.

## روابط خارجية
- سالومون روندون على موقع الاتحاد الدولي (مؤرشف)  (الإنجليزية)
- سالومون روندون على موقع الاتحاد الأوربي (الإنجليزية)
- سالومون روندون على موقع قاعدة بيانات كرة القدم.إي يو (الإنجليزية)
- سالومون روندون على موقع ليكيب (الفرنسية)
- سالومون روندون على موقع ناشيونال فوتبول تيمز (الإنجليزية)
- سالومون روندون على موقع Soccerbase.com (لاعب) (الإنجليزية)
- سالومون روندون على موقع Soccerway.com (الإنجليزية)
- سالومون روندون على موقع عالم كرة القدم.نت (الإنجليزية)
- سالومون روندون على موقع AS.com (الإسبانية)